# バレスカ・メネセス
バレスカ・メネセス（Valeska dos Santos Menezes、女性、1976年4月23日 - ）は、ブラジルのバレーボール選手。ポジションはミドルブロッカー。元ブラジル代表。

## 来歴
2002年、ブラジル代表に初選出される。同年のワールドグランプリでベストブロッカー賞を受賞した。同年の世界選手権に出場した。2003年、ワールドカップで銀メダル獲得に貢献し、自身もベストブロッカー賞となった。2004年、ワールドグランプリで金メダルを獲得した。同年8月、アテネ五輪に出場した。
2005年、代表チームの主将を務め、ワールドグランプリ、ワールドグランドチャンピオンズカップなどすべての国際大会で優勝を果たした。2年ほど代表から離れるも、2008年に復帰し、北京五輪に出場し、金メダルを獲得した。
2008-09シーズンからはトルコリーグに移籍し、ガラタサライでプレーしていた。

## 球歴
- オリンピック - 2004年、2008年
- 世界選手権 - 2002年
- ワールドカップ - 2003年
- グラチャン - 2005年
- 南米選手権 - 2003年、2005年
- ワールドグランプリ - 2002年、2003年、2004年、2005年、2006年、2008年

## 受賞歴
- 2002年 - ワールドグランプリ ベストブロッカー賞
- 2003年 - ワールドカップ ベストブロッカー賞

## 所属クラブ
- Esporte Clube Pinheiros（1994-1997年）
- レクソーナ・アデス（1997-2000年）
- Mirim Flamengo（2000-2001年）
- オザスコ（2001-2007年）
- ノヴァーラ（2007-2008年）
- Karşıyaka（2008-2009年）
- ガラタサライ（2009-2010年）
- Unilever Vôlei（2010-）